# ماري ليبور
ماري فيكتوار ليبور (بالإنجليزية: Marie Lebour)‏ (20 أغسطس/ آب 1876 حتى 2 أكتوبر/ تشرين الأول 1971)، هي عالمة أحياء بحرية بريطانية معروفة لدراستها لدورات حياة مختلف الحيوانات البحرية. نشرت أكثر من 175 عملاً خلال حياتها المهنية الطويلة.

## نشأتها وتعليمها
ولدت ماري ليبور أصغر بنات إميلي وجورج ليبور الثلاث في وودبرن- نورثمبرلاند في 20 أغسطس/ آب من عام 1876. كان والدها أستاذًا للجيولوجيا وكانت ماري تنضم إليه بانتظام في رحلات استكشافية لجمع عينات لمجموعاتها الخاصة. التحقت بكلية أرمسترونغ ودرست الفن، ثم انتقلت إلى جامعة دورهام حيث حصلت على شهاداتها العلمية في علم الحيوان: درجة الزمالة في عام 1903، ودرجة البكالوريوس في عام 1904، ودرجة الماجستير في عام 1907، والدكتوراه في عام 1917.

## المهنة والأبحاث
بدأت ليبور مسيرتها البحثية بورقة عن رخويات الأرض والمياه العذبة في نورثمبرلاند قبل أن تبدأ اعطاء الدروس التعليمية في عام 1900.
كانت ليبور تعمل في جامعة دورهام أثناء دراستها للحصول على درجة الماجستير، كما كانت معيدة في قسم علم الحيوان بجامعة ليدز في الفترة من 1906 إلى 1909. كانت أيضًا محاضرًا مساعدًا من 1909 حتى 1915. قامت ليبور بإجراء بحثها المهني بشكل كامل في مختبر جمعية الأحياء البحرية في بليموث حيث انضمت إلى طاقم البحث في عام 1915. كانت تعمل كعضو هيئة تدريسية كامل هناك حتى عام 1946، ثم أصبحت في عام 1964 عضوًا فخريًا لأنها لم تتمكن من إجراء الأبحاث بسبب بعض المشاكل الصحية.
كانت اهتماماتها البحثية الرئيسية هي المراحل اليرقية للتريماتوديس (نوع من طفيليات الرخويات) والرخويات نفسها. نشرت أكثر من 100 ورقة علمية حول هذه المواضيع خلال حياتها المهنية. عملت أيضًا على العوالق الصغيرة، واكتشفت 28 نوعًا جديدًا على الأقل فهرستها في كتابين. استخدم ليبور بعد نشر هذه الكتب وسيلة جديدة تمكن الباحثين من دراسة أفضل لمراحل البيض واليرقات في الكريل في شمال المحيط الأطلسي، والقطب الجنوبي، وبرمودا. نشرت ليبور أيضًا أعمالًا جيدة عن بيض يرقات أسماك الإسبرط والرنجة والسردين. أجرت ليبور أيضًا أبحاثًا في غرب إفريقيا. تقاعدت في سن 70 في عام 1946، لكنها واصلت العمل في المختبر وبالنشر حتى عمر الثامنة والثمانين بسبب قصر نظرها.
توفيت ليبور في 2 أكتوبر/ تشرين الأول من عام 1971 عن عمر يناهز 95 عامًا، لكن لا يزال الباحثون يستخدمون العديد من منشوراتها حتى الآن.

## التكريم والميراث
كانت ليبور عضوًا في العديد من الجمعيات المهنية. كانت زميلًا في جمعية لينيان، وزميلًا في جمعية علم الحيوان، وكانت أيضًا عضوًا في الجمعية البيولوجية البحرية بالمملكة المتحدة. كانوا زملائها يتذكرونها بطريقة جيدة.